# Negl
I anatomi er en negl et horn-lignende stykke for enden af et menneskes eller dyrs finger eller tå. 
Beskadiges neglen kan den falde af, hvorefter en ny negl som regel gror ud igen. Neglene kan angribes af svamp.
En negl er homolog med en klo, men den er fladere og har en buet kant i stedet for et punkt. En negl, som er stor nok til at gå på, kaldes en hov. Neglen består af keratin, ligesom eksempelvis hornet på et næsehorn.

## Anatomi
Det lille stykke hud der vokser ud på neglen kaldes neglebånd. Neglene kan have små hvide pletter og nogle menesker har et halvcirkelformet lysere parti ned mod neglebåndet.
Neglen gror hele livet og i snit vokser den 0,1 mm (60-årig) og 0,123 mm (32-årig) per døgn.

## Pleje og mode
Pleje af hænder og fingernegle kaldes manicure, og pleje af fødder og tånegle kaldes pedicure. Der findes også kunstige negle, der kan limes udenpå de ægte negle. Neglelak bruges til at dække neglen med farve, at give neglene glans og til en vis grad beskytte neglene, så de ser velplejede ud.
Neglene kan vokse sig meget lange hvis de plejes. Virkeligt lange negle har en tendens til at vokse i en spiral.
Der findes forskellige måder at klippe neglene på og hertil findes flere forskellige værktøjer og produkter f.eks. neglesaks, neglefil og neglebåndsfjerner.